# Enrique Crespo

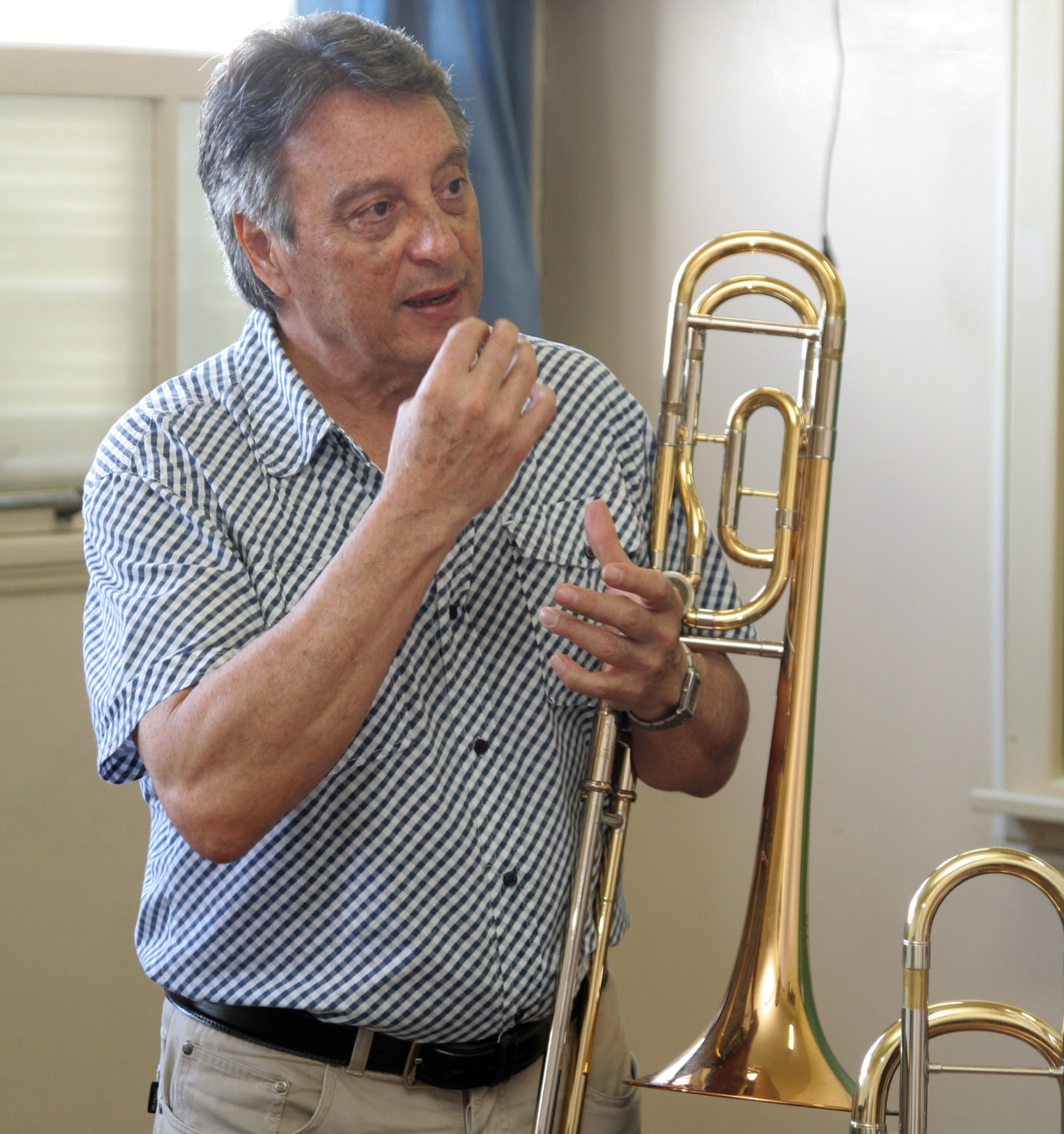
Enrique Crespo

José Enrique Crespo (* 17. Oktober 1941 in Las Piedras (Canelones), Uruguay; † 20. Dezember 2020 in Leinfelden-Echterdingen) war ein vorwiegend klassischer Posaunist sowie Arrangeur und Komponist für Blechbläsermusik. Er war Soloposaunist der Bamberger Symphoniker (1969–1980) und des Radio-Sinfonieorchesters Stuttgart (1980–2006).

## Leben
Enrique Crespo wurde als Sohn des Politikers und Geschichtsprofessors Gervasio Antonio Crespo Aramburu und der Pianistin Esther Crespo Repetto in Las Piedras geboren. Er war der älteste von sieben Geschwistern, von denen zwei ebenfalls als Musiker tätig sind: die Fagottistin Ana Crespo und der Hornist Carlos Crespo.
Crespo hatte vier Kinder, darunter die Marketing-Expertin Marcella Crespo (* 1968) und den Trompeter Daniel Marcel Crespo (* 1980).

## Wirken
Crespo studierte Architektur und Musik in Buenos Aires und Montevideo. Als Mitglied der 1960 von Berugo Carámbula gegründeten The Crazy Clown Jazz Band gewann er zusammen mit dem Klarinettisten Wilson de Oliveira 1960 den Wettbewerb des 1. Festival de Jazz en Montevideo. 1965 wurde er Soloposaunist im Orquesta Sinfónica del SODRE, zudem arbeitete er als Arrangeur, Jazzsolist und Bandleader u. a. bei der uruguayischen Serie Telecataplúm. Für dieses neue Gomedy-Format des uruguayischen Fernsehens wurde das Ensemble Chicago Stompers gegründet, das aus dem Trompeter Eduardo Pestaña Giovinaso, dem Klarinettisten Wilson Yiye Olivera en clarinete, dem Posaunisten Enrique Quique Crespo, dem Pianisten Julio Frade, dem Kontrabassisten Guillermo Facal, dem Schlagzeuger Julio Guglielmi und Berugo Carámbula bestand.
Ein Stipendium des Goethe-Institut führte Crespo 1967 an die Universität der Künste nach Berlin. Hier studierte er Posaune und Komposition. Mit Abschluss seines Studiums im Jahr 1969 wurde er Soloposaunist der Bamberger Symphoniker. Diese Stelle hatte er bis 1980 inne, bevor er als Soloposaunist zum RSO Stuttgart des SWR wechselte.
Während dieser Zeit komponierte er vermehrt und führte seine eigenen Kompositionen selbst auf. Er gründete ein eigenes Ton- und Filmstudio, aus dem zahlreiche Schallplatten-, Film- und Fernsehproduktionen hervorgingen. Für eine seiner Produktionen gründete er 1974 zusammen mit seinen ehemaligen Studienkollegen Konradin Groth, Martin Kretzer, Wolfgang Gaag und Dieter Cichewiecz das Deutsche Blechbläserquintett. Für die Produktion der CD BACH 300 anlässlich des 300. Geburtstages von Johann Sebastian Bach im Jahr 1985 verdoppelte Crespo die Besetzung auf zehn Blechbläser, um Bachs Musik adäquat für Blechbläser arrangieren zu können. Das Ensemble nennt sich seitdem German Brass und spielt Arrangements u. a. von Crespo, Matthias Höfs und Alexander Erbrich-Crawford. Auseinandersetzungen über die Namens- und Markenrechte des als Gesellschaft bürgerlichen Rechts organisierten Ensembles führten zu Rechtsstreiten mit Crespo. 2011 schied er letztlich aus der Formation aus. Bis zu seinem Tod kam es zu keiner Versöhnung zwischen dem Ensemble und ihm.
Sein Wissen um die Kammermusik für Blechbläser gab Crespo gemeinsam mit den Musikern von German Brass in zahlreichen Meisterkursen weiter, so in den „German Brass-Akademien“ in Jever (1989–1993), Krefeld (1994–2005) und Freudenstadt (2008–2011). 2012 veranstaltete Crespo die Crespo-Brass-Akademy in Freudenstadt und beim Festival Internacional de Bronces de Uruguay in Montevideo.
Crespo bemühte sich um eine Verbindung von E- und U-Musik. Er vermischte in seinen Kompositionen die Stilrichtungen Klassik, Jazz und Folklore. Einige seiner Kompositionen und Arrangements haben weitere Verbreitung im Repertoire von Blechbläserensembles gefunden, wie beispielsweise die 1977 entstandene Suite Americana Nr. 1. Crespo verarbeitete lateinamerikanische Volkslieder, das Thema des Werkes Son de México ist beispielsweise ein in Mexiko bekanntes Volkslied. Auch arrangierte er für das Nürnberger Tanzorchester.
In seiner langen Karriere als Posaunist war er stets auch als Jazz-Musiker aktiv. Während des Studiums trat er u. a. mit dem Jazz-Klarinettisten Charly Höllering im Jazzclub Eierschale in Berlin auf. 2003 konzertierte er gemeinsam mit Wilson de Oliveira bei der Jazz Tour Edición Verano Pirelli in Montevideo. In der Traditional Jazz Hall von Charles Höllering in Stuttgart war er regelmäßig als Jazz-Posaunist zu Gast.

## Kompositionen (Auswahl)
- Improvisation für Posaune solo[11]
- Bruckner Etüde für das tiefe Blech
- Suite Americana No. 1

## Diskographie (Auswahl)
- Das Deutsche Blechbläserquintett (1974)
- Franken-Pop / NTO-Rundfunk Big Band unter Steff Lindemann (1977)
- Samuel Scheidt / German Brass
- Bach 300 / German Brass (1985)
- Panamericana / German Brass (Quintett) (1987)
- Around The World / German Brass (1989)
- Christmas Around the World / German Brass und Windsbacher Knabenchor (1993)
- Spirit of Brass / German Brass (1994)
- Around the World 2 / German Brass (1997)
- On Stage – Overtures / German Brass (1998)
- Trumpets of Jericho / German Brass (1998)
- On Tour / German Brass (1999)
- Bach 2000 / German Brass (1999)
- Odyssee in Brass / German Brass (2000)
- Mit Bach ins 3. Jahrtausend / German Brass und Chor des Bayerischen Rundfunks (2000)
- Essentials – Best of German Brass
- ...at the end of the Year! (2001)
- Bach – Dimensionen / German Brass und Berliner Symphoniker (2002)
- The Sound of Brass / German Brass (2003)
- Evergreens / German Brass (2003)
- Bach in Brass / German Brass (2004)
- Jazz Tour. 2. Edicion Verano Pirelli / Chicago Stomers y Hot Blowers (2004)
- Power of Brass / German Brass (2005)
- The Romantic Brass / German Brass (2006)
- In Concert / German Brass (2008)
- Fascination Bach / German Brass (2009)
- Splendid Christmas / Enrique Crespo Brass(2011)